# Pritchardia hillebrandii
Pritchardia hillebrandii är en enhjärtbladig växtart som beskrevs av Odoardo Beccari. Pritchardia hillebrandii ingår i släktet Pritchardia och familjen Arecaceae. Inga underarter finns listade i Catalogue of Life.

## Bildgalleri

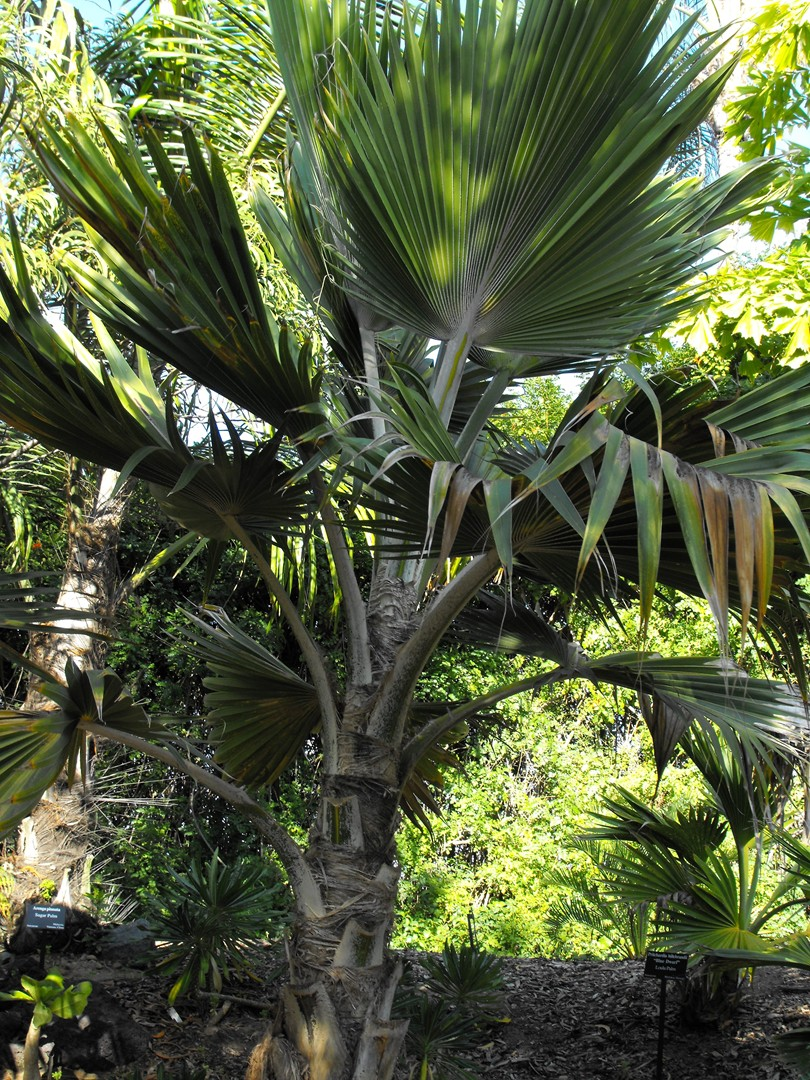
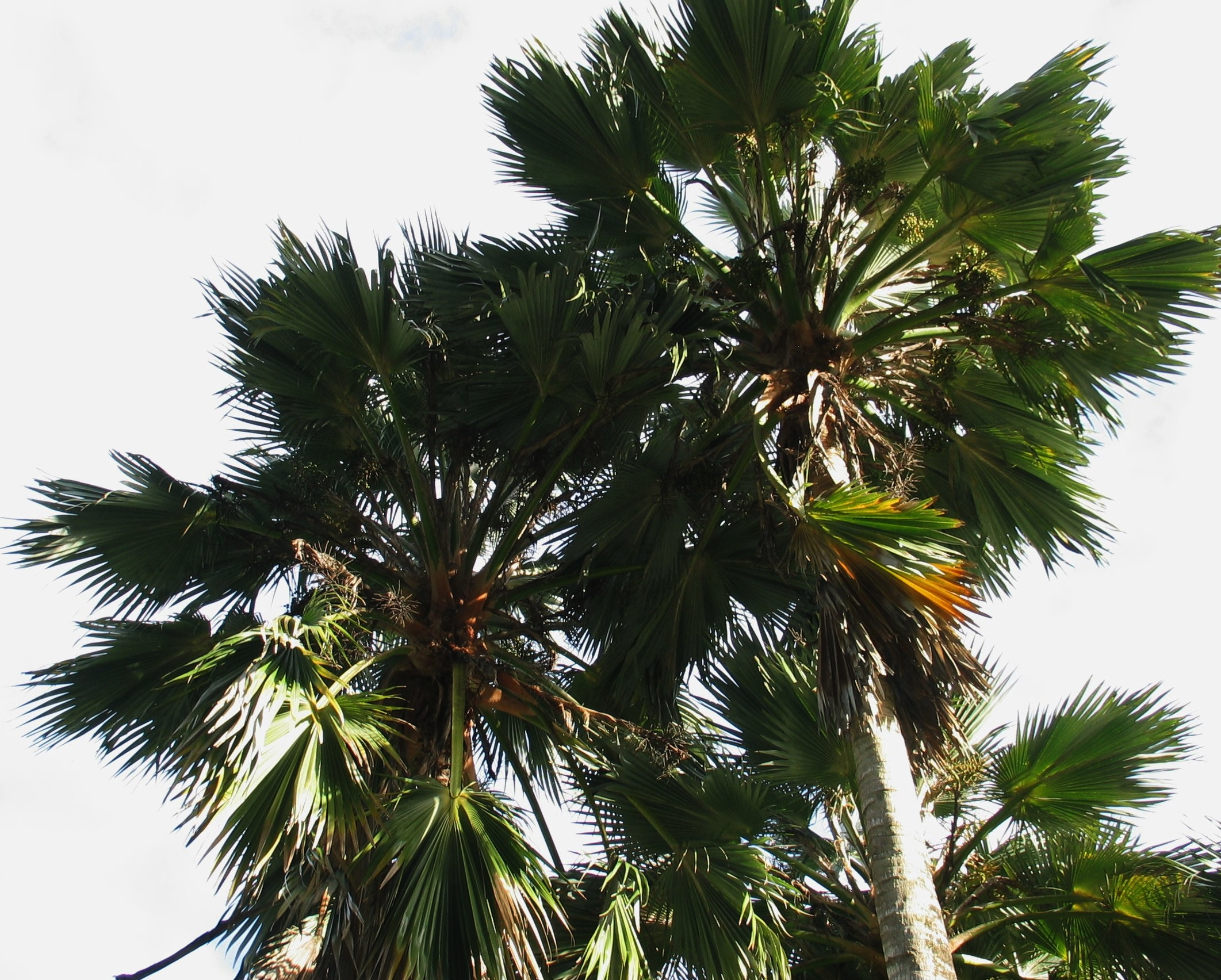
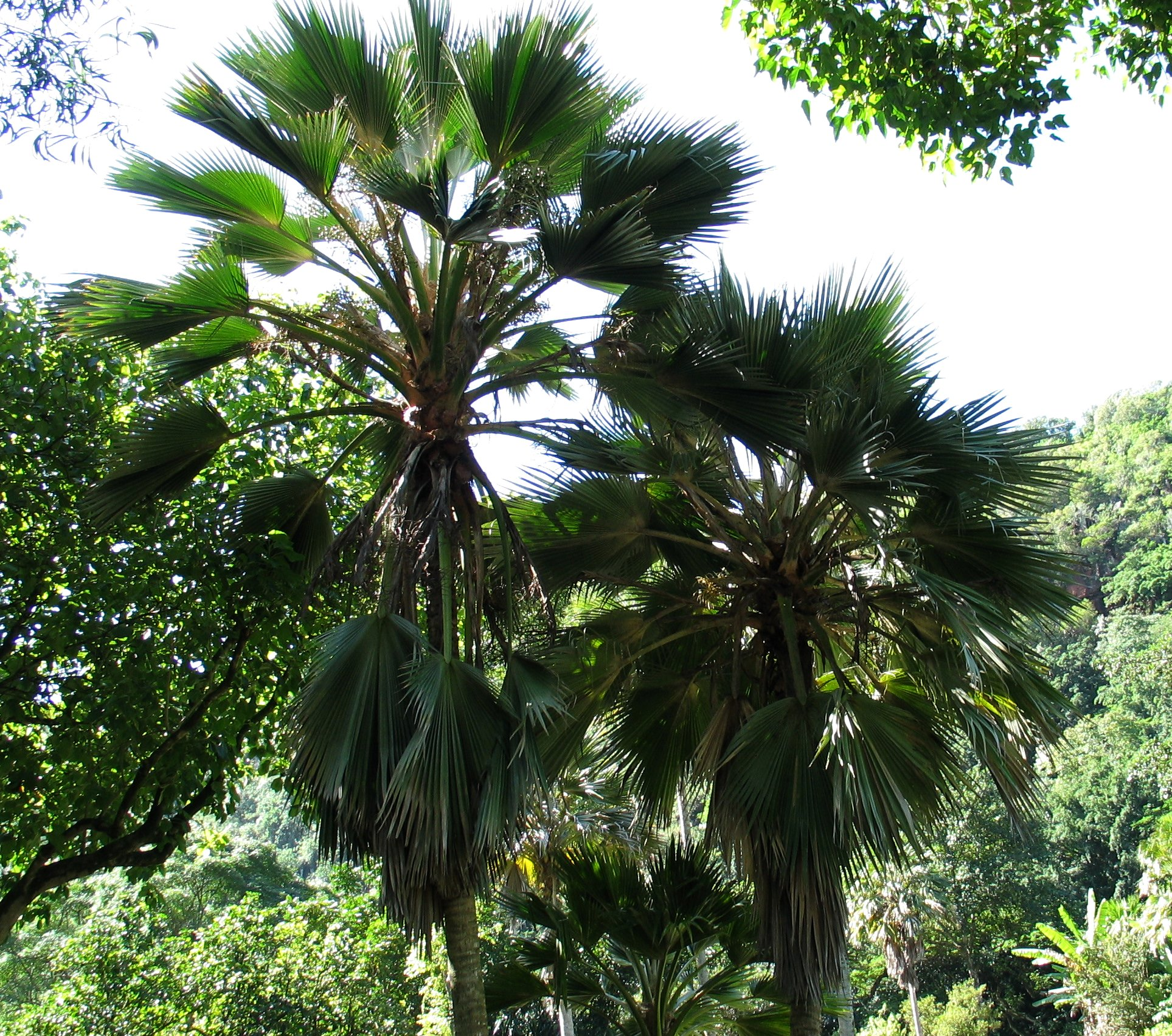
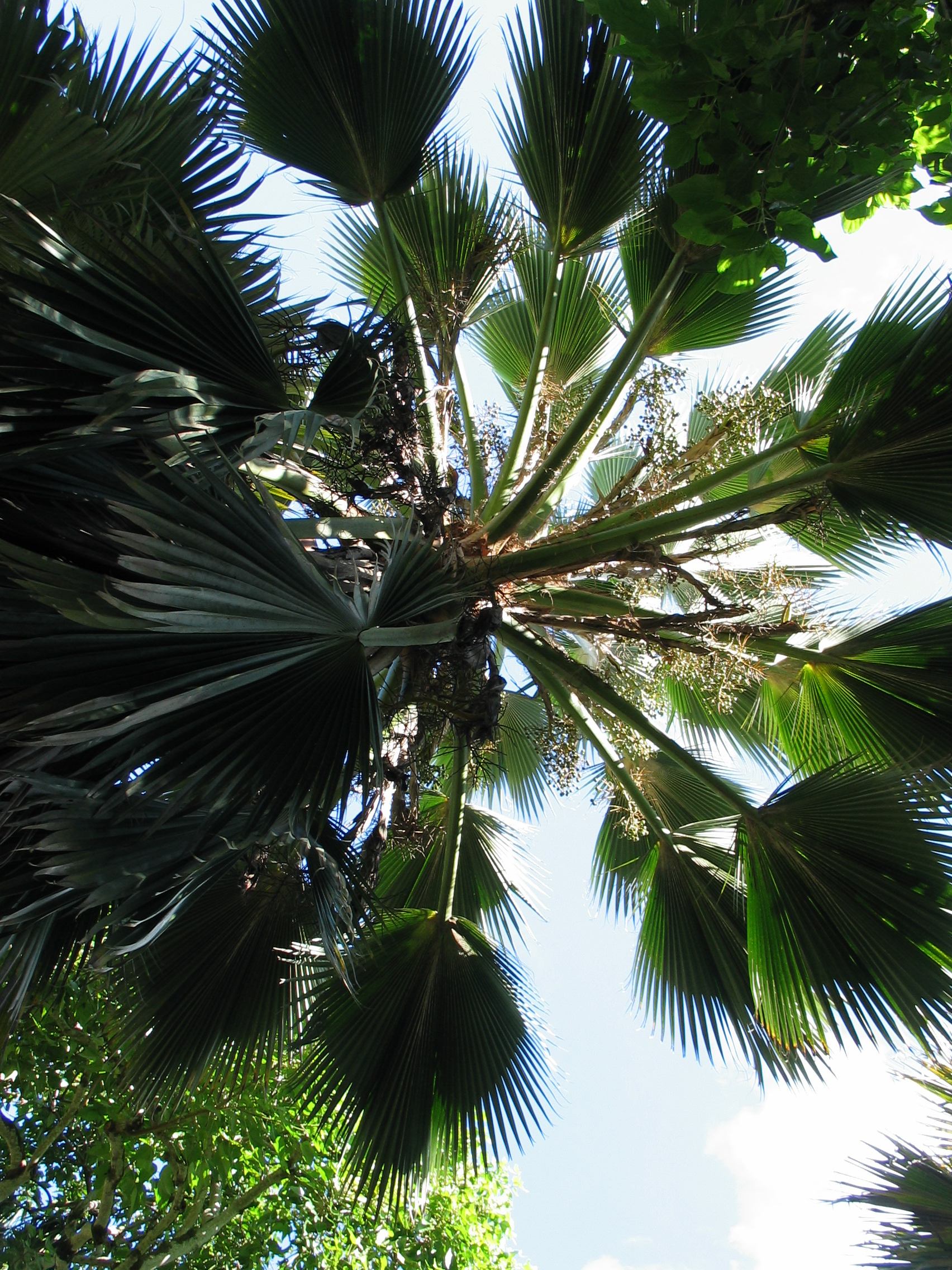